# Рахманов, Султан Сабурович
Султа́н(бай) Сабу́рович Рахма́нов (6 июля 1950, Турткуль, Каракалпакстан — 5 мая 2003, Днепропетровск) — советский тяжелоатлет, чемпион Европы, чемпион мира, олимпийский чемпион. Заслуженный мастер спорта СССР (1979).
В июле 1980 года окончил Днепропетровский государственный институт физической культуры и спорта в числе первого выпуска.

## Биография
Родился и вырос в Узбекистане. Сын каракалпака и украинки. В детстве был травмирован, вследствие чего одна его нога была короче другой. Кроме него, в семье были братья Рустам, Азим, Таир, Рахим и сестра Зухра.
В 1966 году после окончания 9-го класса вместе с родителями переехал в Днепропетровск. Султан поступил в физкультурный техникум, вместе со старшим братом Рустамом занимался в спортивных секциях.

### Спортсмен
Сначала с Султаном Рахмановым работал Иван Григорьевич Погорелый, затем его тренером стал Эдуард Павлович Бровко (заслуженный мастер спорта СССР, заслуженный тренер СССР и Украины). Вместе с Бровко он добился всех своих успехов.
Победитель Кубка Балтики 1976 и 1978 годов. В 1976 году побил два первых рекорда СССР на Всесоюзном командном первенстве ВЦСПС в Липецке (190 кг) и Кубке Балтики в Лахти (192 кг).
Серебряный призёр Кубка Звезд Мира (Лас-Вегас — 1978) и Кубка Тяжеловесов (Токио — 1979).
В 1979 году стал чемпионом мира.
На московской Олимпиаде 1980 года выиграл олимпийское золото (рывок 195 кг, толчок 245 кг, набрал в сумме 440 кг), опередив Юргена Хойзера из ГДР и поляка Тадеуша Рутковского, в сумме на 30 кг.
Султан Рахманов занесён в книгу Рекордов Гиннеса как самый сильный человек планеты.
Всего установил 2 рекорда мира и 7 рекордов СССР (все в рывке).

### После спорта
В 1990-е годы был городским криминальным авторитетом. Начинал с выбивания долгов для «вора в законе» Александра Мильченко (Моряка), на котором работал другой видный днепропетровский спортсмен-боксер Виктор Савченко
.

### Функционер
По окончании спортивной карьеры общественный деятель. С 2000 года президент Международной ассоциации ветеранов и инвалидов спорта. Султан Рахманов был почетным президентом Федерации Айкидо Украины. Он также был одним из пионеров организованного армрестлинга в Советском Союзе.
В последние годы жизни тяжело болел, имел значительный лишний вес (до 200 кг.), почти не ходил.

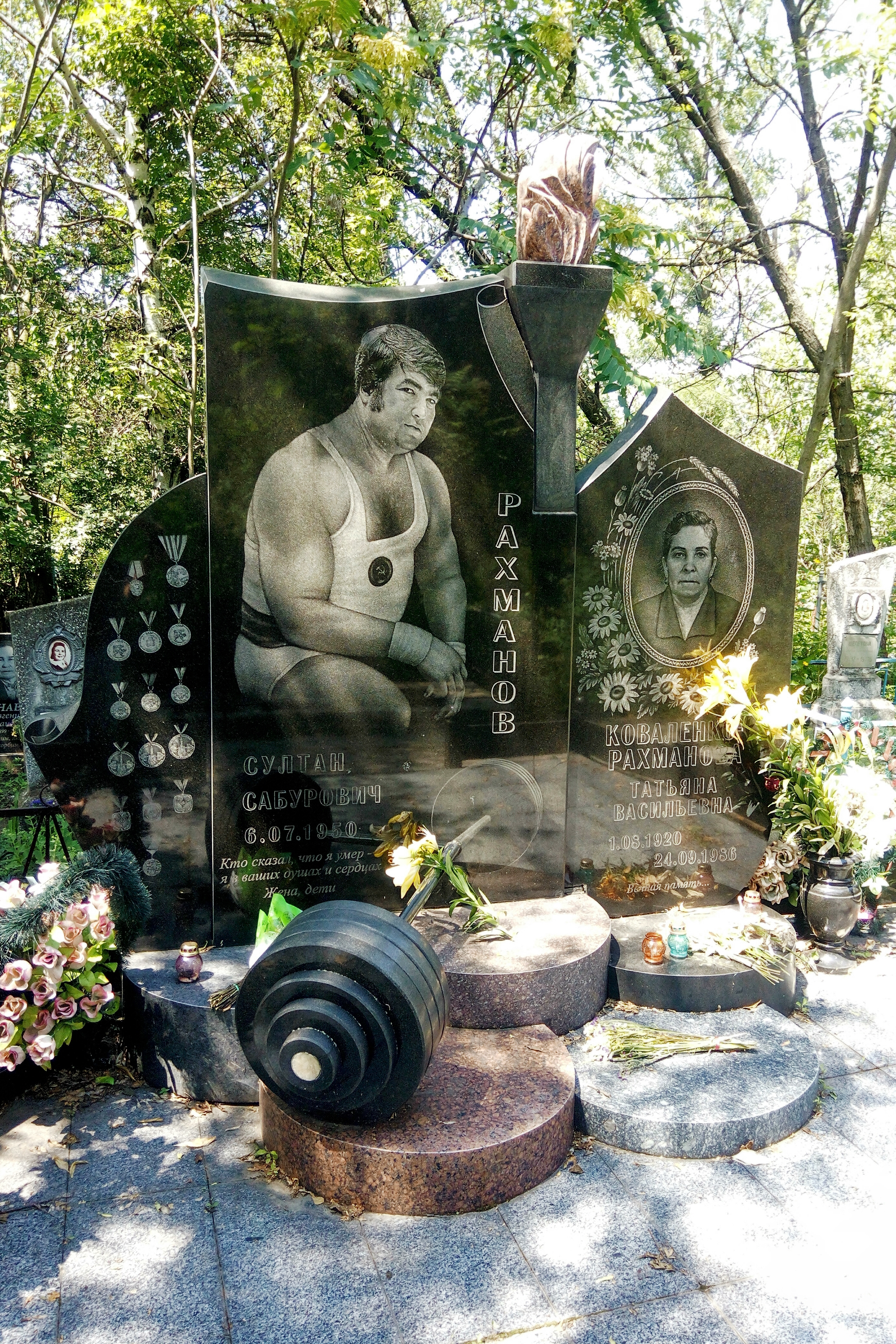
Могила Султана Сабуровича Рахманова на Сурско-Литовском кладбище в Днепре

### Смерть
Умер Султан Рахманов от сердечного приступа 5 мая 2003 года в Днепропетровске. Похоронен рядом с могилой матери на Сурско-Литовском кладбище в Днепропетровске. На памятнике нет даты смерти, но есть дата рождения и эпитафия «Кто сказал, что я умер? Я в ваших душах и сердцах».

## Семья
- Отец — Сабур Рахманов, военнослужащий, похоронен в Узбекистане.
- Мать — Татьяна Васильевна Коваленко-Рахманова (1920—1986), похоронена на Сурско-Литовском кладбище в Днепропетровске.
  - Брат — Рахим Сабурович Рахманов (род. 1956) тяжелоатлет (свыше 110 кг), лучший результат 397,5 (175+202,5) 06.11.1980, Калуш
- Жена (с 1967 по 2003)[11] — Галина Федоровна Рахманова, возглавляет Международную ассоциацию ветеранов и инвалидов спорта.
  - Дочь — Татьяна Султановна Рахманова (род. 1968)
  - Сын — Таир Султанович Рахманов (род. 1973), по состоянию на 2010 год работал в Днепропетровске водителем автобуса[12].

## Награды
- Орден Трудового Красного Знамени
- Почётный диплом за участие в подготовке празднования 850-летия Москвы

## Память
Почетный гражданин города Днепропетровска (2009, звание присвоено посмертно).
23 сентября 2010 года в Днепропетровске установлена памятная доска по адресу Проспект Дмитрия Яворницкого, д. 45б (Султан Рахманов жил в этом доме с 1979 по 2003 годы).

### Комментарии
1. ↑  В рамках олимпийского турнира были разыграны и медали чемпионата мира по тяжёлой атлетике 1980 года
2. ↑  Данный вес стал личным рекордом Султана Рахманова